# Юсупов Уткір
Уткір Юсупов (узб. Utkir Yusupov, нар. 4 січня 1991) — узбецький футболіст, воротар клубу «Коканд 1912» і національної збірної Узбекистану.

## Клубна кар'єра
У дорослому футболі дебютував 2012 року виступами за команду клубу «Машал», в якій провів два сезони, взявши участь у 4 матчах чемпіонату. 
Зацікавивши представників тренерського штабу клубу «Насаф», приєднався до його складу 2014 року. Відіграв за команду з міста Карші наступні два сезони своєї ігрової кар'єри.
2016 року уклав контракт з клубом «Нефтчі» (Фергана), у складі якого провів наступні два роки своєї кар'єри гравця. 
До складу «Коканд 1912» приєднався 2018 року.

## Виступи за збірну
16 жовтня 2018 року дебютував в офіційних матчах у складі національної збірної Узбекистану, відігравши товариську гру проти збірної Катару.
Наступного року був включений до заявки збірної на кубок Азії 2019 в ОАЕ як один з дублерів Ігнатія Нестерова.